# 六氟铟酸铵
六氟铟酸铵是一种无机化合物，化学式为(NH4)3InF6。它可由氟化铵和溴化铟在无水甲醇中反应得到，或氟化铵和氟化铟在水溶液中反应沉淀得到。它在120~170 °C分解，得到NH4InF4，在185~300 °C分解为InF3。而NH4InF4吸收氨后形成的NH4InF4·NH3的热分解经过InF3·NH3等中间体得到InN。